# Балтийский Лизинг
Балтийский Лизинг — первая лизинговая компания России, с лицензией № 0001 Министерства экономического развития Российской Федерации. Это универсальная лизинговая компания, которая финансирует сделки с автотранспортом, спецтехникой, оборудованием и недвижимостью, судами, подвижным составом. К 2023 году компания имеет 80 филиалов во всех федеральных округах России. Входит в топ-10 лизинговых компаний страны по объёму нового бизнеса.

## Показатели деятельности
Согласно данным рейтингового агентства «Эксперт РА», по итогам 2023 года «Балтийский лизинг» занимает 7-е место с объёмом нового бизнеса 144,4 млрд рублей (без учета НДС).
Рейтинговое агентство «Эксперт РА» 15 февраля 2024 года подтвердило рейтинг кредитоспособности лизинговой компании ООО «Балтийский лизинг» на уровне ruAA- и сняло с рейтинга статус «под наблюдением». Прогноз по рейтингу изменён с развивающегося на стабильный.
В январе 2024 году аналитическое агентство «АКРА» впервые присвоило «Балтийскому лизингу» кредитный рейтинг А+(RU), прогноз «стабильный».
Банк России включил выпуски облигаций ООО «Балтийский лизинг» в ломбардный список. Все действующие выпуски облигаций «Балтийского лизинга» включены в раздел «Второй уровень» в списке ценных бумаг, допущенных к торгам.

## История компании
В июне 1990 года в Ленинграде была учреждена Лизинговая ассоциация «Балтлиз».
Основным учредителем выступил ОАО «Промышленно-Строительный банк» Санкт-Петербурга. В тот же 1990 год компания провела первую лизинговую сделку в истории России — профинансировал для Балтийского морского пароходства покупку четырёх сухогрузов из ГДР общим дедвейтом 60 тыс. тонн. Сделка была заключена на сумму DM32 млн ($16–20 млн) сроком на семь лет.
Первые годы работы компании связаны с разработкой нормативной базы лизинговой деятельности России: при участии первого генерального директора «Балтийского лизинга» Валерия Николаевича Голощапова, кандидата экономических наук, доцента, академика Международной академии информатизации, было разработано «Временное положение о лизинге», легшее в основу закона о лизинге.
Одним из первых шагов компании стало вступление в международное сообщество Leaseurope.
В 1993 году ассоциация «Балтлиз» была преобразована в АОЗТ «Балтийский лизинг».
В 1994 году «Балтийский лизинг» стал инициатором и одним из первых учредителей Российской ассоциации лизинговых компаний (РОСЛИЗИНГ). В 1999 году компания также вошла в число инициаторов создания Санкт-Петербургской лизинговой ассоциации «Петербург лизинг» (в настоящее время — Объединённая лизинговая ассоциация). Генеральный директор «Балтийского лизинг» Дмитрий Корчагов был избран первым президентом организации.
2 сентября 1996 года компания получила лицензию № 0001 от Министерства экономики Российской Федерации на лизинговую деятельность, подтвердив статус первой лизинговой компании страны.
В 1999 году компания учредила дочернее ООО «Балтийский лизинг». С 2001 года началось развитие филиальной сети — первые подразделения компании появились в Краснодаре и Пскове в 2001 году. К 2023 году филиальная сеть «Балтийского лизинга» насчитывает 79 подразделений во всех федеральных округах России.
В 2002 году «Балтийский лизинг» начал привлекать иностранное финансирование — компания подписала кредитное соглашение с Международной Финансовой Корпорацией — IFC (группа Всемирного банка) на предоставление кредита в размере 2 млн долларов сроком на 3 года.
В 2007 году собственником компании и её стратегическим партнёром стал НОМОС БАНК, «Балтийский лизинг» был переименован в ЗАО «НОМОС-лизинг Северо-Запад». Под этим брендом компания работала до 2009 года. В марте 2009 года компания вернула название и образовала группу компаний «Балтийский лизинг» в составе АО «Балтийский лизинг» и дочернего ООО «Балтийский лизинг».
В 2017 году «Балтийский лизинг» вступил в IFLA (Международная ассоциация финансовых и лизинговых компаний International Finance and Leasing Association).
Спрос на облигации дополнительного выпуска БО-П06 «Балтийского лизинга» в декабре 2022 года превысил его фактический пятимиллиардный объём в два раза и достиг 10 млрд рублей.
В 2023 году ГК «Балтийский лизинг» создала дочернюю IT-компанию «Балтлиз Технологии», которая займётся развитием IT-инфраструктуры группы.

## Руководство
Генеральный директор «Балтийского лизинга» Дмитрий Викторович Корчагов (кандидат экономических наук) — с 1998 года.
29 января 2024 года Советом директоров компании «Балтийский лизинг» было принято решение о прекращении полномочий генерального директора Дмитрия Корчагова. Новым генеральным директором «Балтийского лизинга» был назначен Михаил Жарницкий.

## Достижения
В 2004 году «Балтийский лизинг» занял первое место в проекте «Gazelle Бизнеса», организованном газетой «Деловой Петербург».
Ведущий оператор железнодорожного лизинга в России в 2005 году.
В 2006 году «Национальная энциклопедия личностей» присвоила Д. В. Корчагову почетное звание «Топ-менеджер Российской Федерации 2006».
По версии газеты «Деловой Петербург» Дмитрий Корчагов признавался лучшим Топ-менеджером в 2004, 2006 году. Редакция СМИ в рамках проекта «Золотой выпуск ТОП-100. 2007» также назвала Д. В. Корчагова лучшим Топ-менеджером лизинговой отрасли Санкт-Петербурга за активную работу в области лизинга и менеджмента. В рейтинге «Топ-менеджеры года» Издательского дома «Коммерсантъ» Петербург за 2022 год Дмитрий Корчагов занимает первое место.
В 2010 году Владимир Петрович Наймарк коммерческий директор ЗАО «Балтийский лизинг» награждён медалью ордена «За заслуги перед Отечеством» II степени.
В 2020 году «Балтийский лизинг» занял 3-е место в номинации «Розничная компания года» премии «Лизинговая сделка года» от Федерации лизинга;
В 2020 году «Балтийский лизинг» стал лауреатом IV Евразийской премии в области лизинга Leader Leasing Awards — 2020. Решением жюри компания стала призером в номинации «Пионер лизинговой отрасли — 30 лет на рынке лизинговых услуг».
В 2021 году «Балтийский лизинг» стал лауреатом V Евразийской премии в области лизинга Leader Leasing Awards.
В рейтинге «Топ-менеджеры года» Издательского дома «Коммерсантъ» Петербург за 2022 и 2023 год Дмитрий Корчагов занимает первое место.
В 2023 году корпоративный календарь «Балтийского лизинга» «Будущее за нами» стал победителем VIII Национального конкурса корпоративных календарей «Серебряные нити». Проект выиграл шеф-дизайнер Сергей Завистович в номинации «Лучший дизайн».
В 2023 году «Балтийский лизинг» стал победителем премии Cbonds Awards в номинации «Лучшая сделка первичного размещения лизинговых компаний». Победу одержал облигационный выпуск «Балтийского лизинга» серии БО-П08 с объёмом 10 млрд рублей.